# Our Final Invention
Invenția noastră finală: inteligența artificială și sfârșitul erei umane (din engleză Our Final Invention: Artificial Intelligence and the End of the Human Era) este o carte de non-ficțiune din 2013 a autorului american James Barrat⁠(d). Cartea discută despre beneficiile potențiale și posibilele riscuri ale inteligenței artificiale la nivel uman sau supra-uman. Printre aceste presupuse riscuri se află și exterminarea rasei umane.

## Prezentare
James Barrat țese împreună explicații ale conceptelor IA, istoria IA și interviuri cu cercetători de renume în domeniul IA, inclusiv cu cercetătorii Eliezer Yudkowsky și Ray Kurzweil. Cartea începe cu o relatare a modului în care o inteligență artificială puternică ar putea deveni o superinteligență artificială printr-o auto-îmbunătățire recursivă. În capitolele ulterioare, cartea prezintă istoria IA, inclusiv o relatare a lucrărilor lui I. J. Good, până la munca și ideile cercetătorilor IA de astăzi.
De-a lungul cărții, Barrat folosește un ton de avertizare, concentrându-se asupra amenințărilor pe care super-inteligența artificială le-ar exercita asupra existenței umane. Barrat subliniază cât de dificil ar fi controlul sau chiar prezicerea acțiunilor a ceva care poate deveni mult mai inteligent decât cei mai inteligenți oameni (de n ori mai inteligent).

## Recepție
La 13 decembrie 2013, jurnalistul Matt Miller l-a intervievat pe Barrat pentru podcastul său, „This ... is interesting”. Interviul și aspecte legate de cartea lui Barrat, Invenția noastră finală, au fost apoi redate în articolul săptămânal de opinie al lui Miller din The Washington Post.
Seth Baum⁠(d), director executiv al Global Catastrophic Risk Institute și una dintre persoanele citate de Barrat în cartea sa, a scris o recenzie pozitivă a lucrării pe blogul său de „invitat” al Scientific American, numindu-l un contrapunct binevenit la viziunea lui Ray Kurzweil din carte sa Singularitatea este aproape (The Singularity is Near⁠(d)).
Gary Marcus pune la îndoială argumentul lui Barrat „conform căruia tendințele spre autoconservare și achiziționarea resurselor sunt inerente oricărui sistem suficient de complex, orientat spre obiective”, menționând că IA actuală (în 2013) nu are astfel de acțiuni, dar Marcus recunoaște „că obiectivele mașinilor s-ar putea schimba pe măsură ce devin mai deștepte” și el consideră că „Barrat are dreptate să pună întrebări despre aceste probleme importante.”
Invenția noastră finală a fost catalogată o carte definitiv tehnică (Definitive Tech Book) de către Huffington Post.